# Po Ganuhpatih
Po Ganuhpatih  (?-1730), sử nhà Việt gọi là Bà Thị, là vua của tiểu quốc Panduranga (Champa) từ năm 1727 đến năm 1730.
Ông là Con trai của Po Saktiraydapatih, từ năm 1727 chúa Nguyễn tấn phong làm Thuận Thành trấn vương.